# Шоу уродцев
Эта статья — о социокультурном явлении. О фильме 2007 года см. Шоу уродов (фильм); о фильме 2017 года см. Цирк уродов (фильм); о муз. альбоме дуэта «Twiztid» см. Freek Show; о телесезоне см. Американская история ужасов: Фрик-шоу.

Шоу уродцев в городе Ратленд (Вермонт, США), 1941 год

Шоу уродцев, Шоу уродов, Фрик-шоу, Цирк уродцев, Цирк уродов (англ. Freak show, creep show) — представление с участием физически очень необычных людей (как правило, инвалидов или страдающих редкими болезнями с характерными явными внешними признаками, например, акромегалия, фокомелия, эктродактилия, микроцефалия, ахондроплазия; с явными признаками атавизма). К ним, в частности, относятся необычно высокие люди, необычно низкие, необычно толстые, необычно худые, люди без конечностей, интерсекс-люди, и вообще любые очень странные люди, которые вызовут шок у публики. «Стандартный набор уродов» включал в себя бородатых женщин, «людей-волков», людей с кожными аномалиями.  Также в данных представлениях могут участвовать здоровые люди необычного внешнего вида, например, сильно татуированные или обильно покрытые пирсингом, хотя эти типажи больше характерны для сайдшоу. Кроме того, в «шоу уродов» могут принимать участие внешне обычные люди со «сверхъестественными способностями»: «глотатели огня», «глотатели шпаг».
Очень необычные люди, обычно называемые «уродами», — это люди, во внешности или поведении которых есть что-то экстраординарное. «Шоу уродов» — это представление с участием таких личностей. Изменения в популярной культуре и индустрии развлечений привели к упадку «шоу уродов» как формы развлечения.

## История

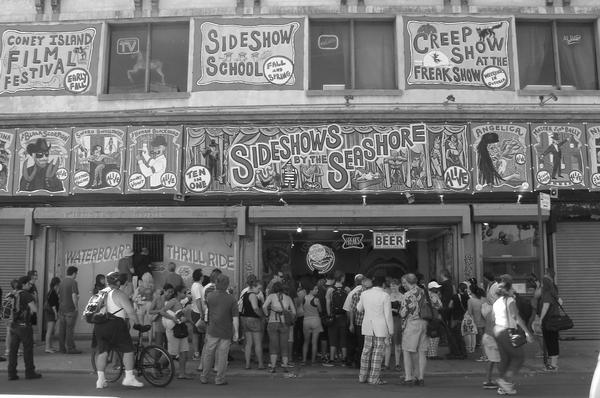
Шоу уродцев в Кони-Айленд (Нью-Йорк, США), 2008 год

Упоминания об отдельных «уродцах», развлекающих публику за деньги, фиксируются со Средневековья. В XVII веке короля Англии Карла I развлекали сиамские близнецы из итальянской Генуи Лазарь и Джоаннес Баптиста Коллоредо. В первой половине XVIII века в тавернах и на ярмарках давал представления немец Маттиас Бухингер — иллюзионист без рук и ног ростом 74 см.
Первые упоминания о забаве «цирк уродов» фиксируются в Англии в XVI веке. Второе рождение этот вид шоу пережил в середине XIX века в США благодаря стараниям известного шоумена и антрепренёра Финеаса Тейлора Барнума, который собрал яркую и жуткую труппу из людей с откровенными физическими недостатками. К концу XIX века британцы потеряли интерес к этому развлечению, а в США «шоу уродов» были распространены вплоть до 1930-х годов.
Период с XVIII века по начало XX века стали золотой эрой цирков уродов: прибыль уже была существенной, а общественная мораль допускала сколь угодно жестокое отношение к необычным людям. В 1880-х — 1930-х годах в Европе и США действовали несколько сотен цирков, специализирующихся на демонстрации человеческих аномалий. Наиболее известными среди них были W. H. Harris’s Nickel Plate Circus, шоу Congress of Living Freaks и, самый известный из них, Barnum & Bailey Greatest Show on Earth.
В «золотой век» американских фрик-шоу (1850—1930) существовала чёткая классификация различных отклонений. Каждый уважающий себя цирк обязан был иметь стандартный набор уродов плюс несколько необычных, уникальных экземпляров. Последние обычно получали самые большие гонорары; цирки перекупали их друг у друга, как сегодня перекупают футбольных игроков. В XIX веке уродами также считались альбиносы и представители некоторых реликтовых племён Африки.
Впрочем, чтобы обеспечить себе хорошую кассу, цирк должен был иметь у себя «уникального урода», так как бородатые женщины, люди-скелеты и безногие встречались в цирках нередко и вызывали далеко не ошеломляющий интерес публики. Среди таких «уникальных людей» можно отметить «девочку-верблюда» Эллу Харпер, «женщину-младенца» Медузу ван Аллен, горбуна Леонарда Траска, «человека-лобстера» Грейди Стайлза.
К 1955 году запрет на фрик-шоу как явление приняли все европейские государства и большинство штатов США. Уродцы могли выставлять себя по собственному желанию в качестве отдельных номеров, но афиши со словами «удивительное уродство», «человек-ящерица» или «лучшие уроды у нас» пропали раз и навсегда.
По состоянию на начало 2010-х годов считается, что «шоу уродов» как таковых ныне не существует, что связано с развитием медицины и изменением этики человеческих отношений.

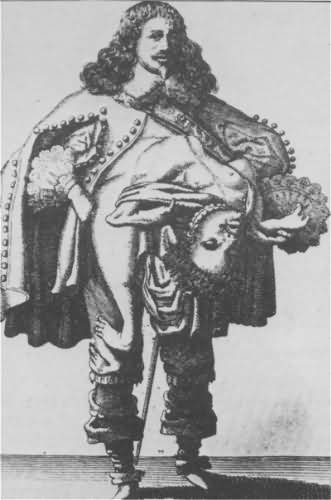
Лазарь и Джоаннес Баптиста Коллоредо[англ.]
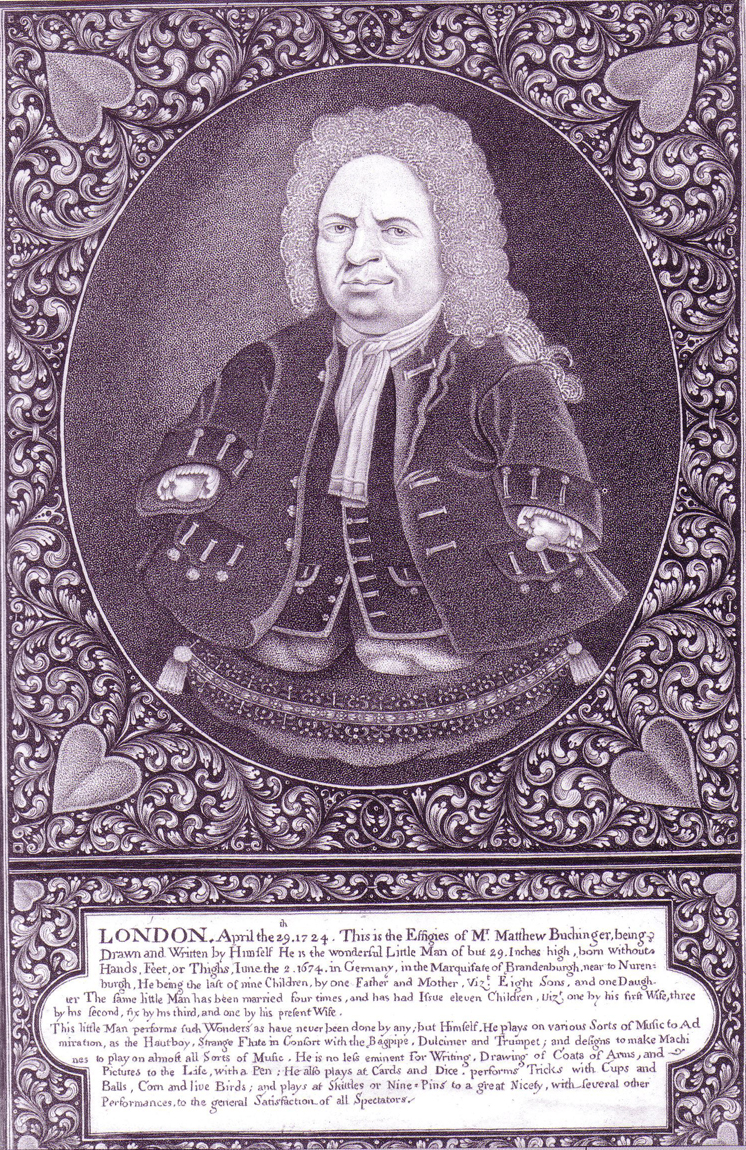
Маттиас Бухингер[англ.]
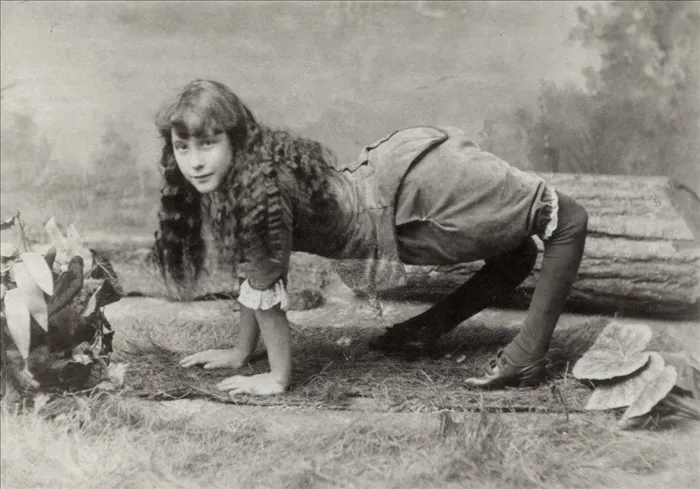
Элла Харпер
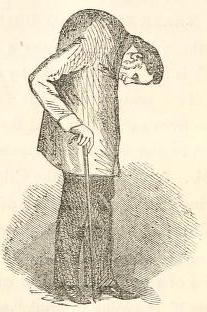
Леонард Траск[англ.]

### Финеас Тейлор Барнум

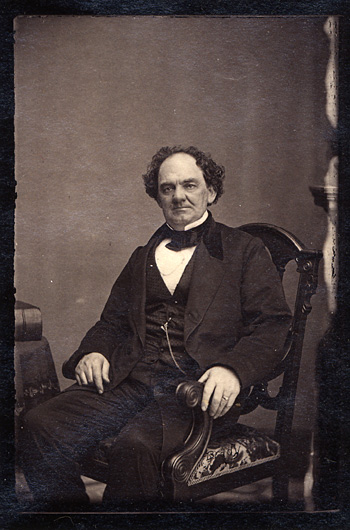
Финеас Барнум

Финеас Барнум (1810—1891) считается отцом современной рекламы и одним из самых известных шоуменов индустрии «шоу уродов». Барнум не гнушался ложью, описывая уродцев своего шоу; он знал о сомнительной этике своего бизнеса.
Очень известна одна из его первых и самых убедительных мистификаций. За 1000 долларов (огромная сумма по тем временам) он нанял к себе «на работу» слепую и парализованную бывшую рабыню по имени Джойс Хет, которой было 80 лет. Зрителей он убеждал, что этой женщине 160 лет, и что она была няней самого́ Джорджа Вашингтона. Это представление позволяло ему получать до тысячи долларов в неделю.
В 1841 году он создал «музей», его посещали до 400 тысяч человек в год. Этот по сути не музей, а развлекательно-досуговый центр был нечто средним между зоопарком, музеем, читальным залом, выставкой восковых фигур, театром и шоу. Посетителей развлекали и «уродцы»: сиамские близнецы Чанг и Энг Банкеры, карлики Коммодор Натт и Генерал Том-Там (мальчик перестал расти в возрасте 6 месяцев; в 4-летнем возрасте Барнум взял его к себе в шоу, объявляя всем, что ему 11 лет; к пяти годам ребёнок уже пил вино, а к семи курил сигары на потеху публике), Zip the Pinhead (человек с заострённой головой), великанша Анна Бейтс; зрителям демонстрировали «фиджийскую морскую деву». «Звездой» шоу был Капитан Джордж Костентенус — человек, с ног до головы покрытый татуировками. Зрителям рассказывали захватывающую историю: это — греко-албанский принц, воспитанный в турецком гареме; после попадания в плен враги предложили ему выбор: либо быть разрубленным на мелкие кусочки, либо получить татуировки на все тело. Музей Барнума сгорел в 1865 году и восстановлен не был. Хотя Барнума критиковали и до сих пор критикуют за неэтичную эксплуатацию людей, он платил своим исполнителям весьма приличные деньги.

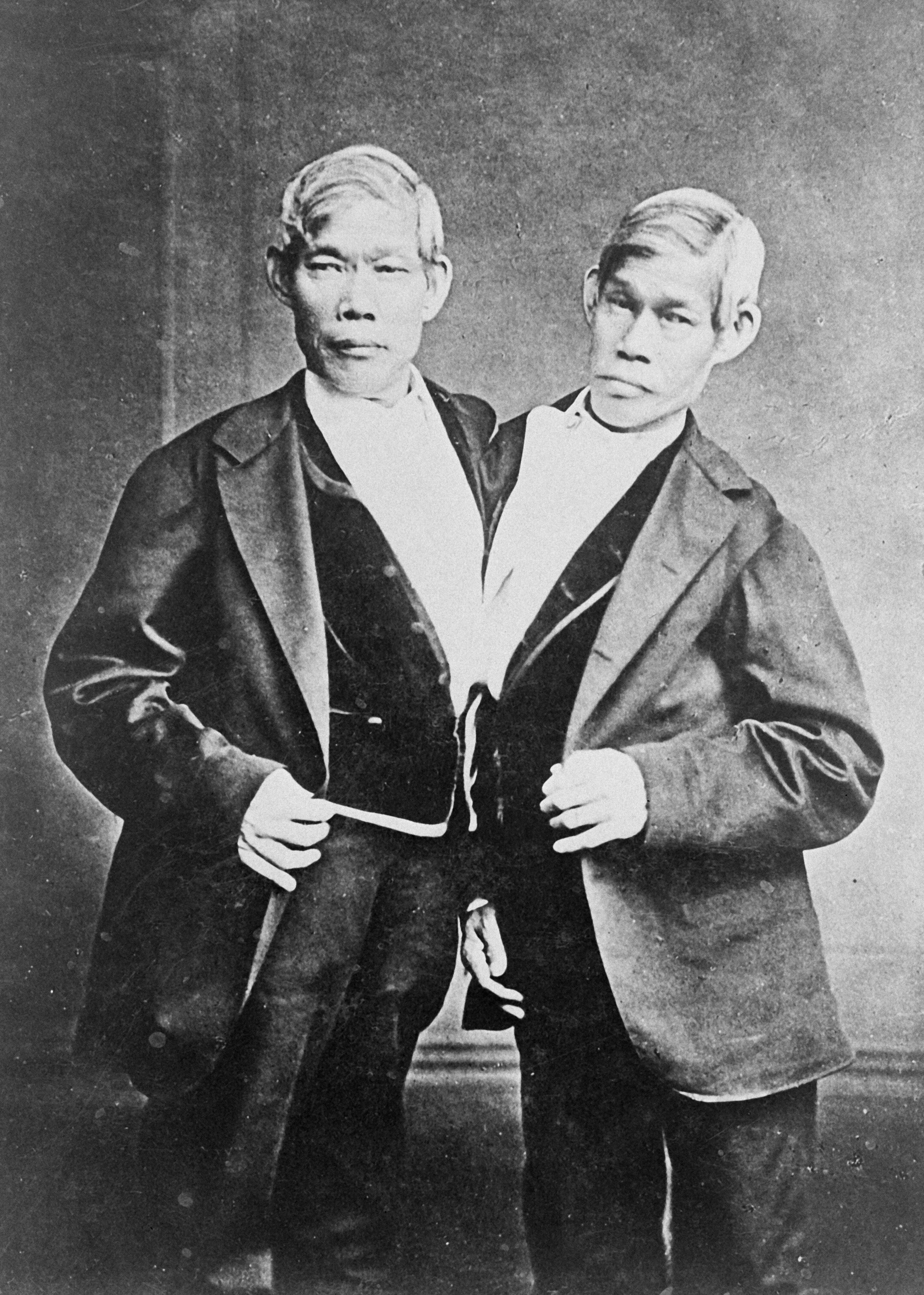
Чанг и Энг Банкеры
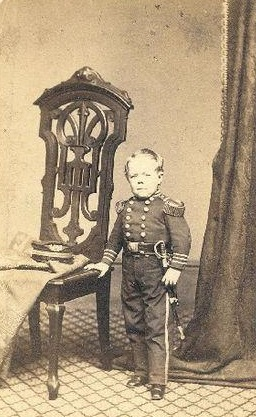
Коммодор Натт[англ.]
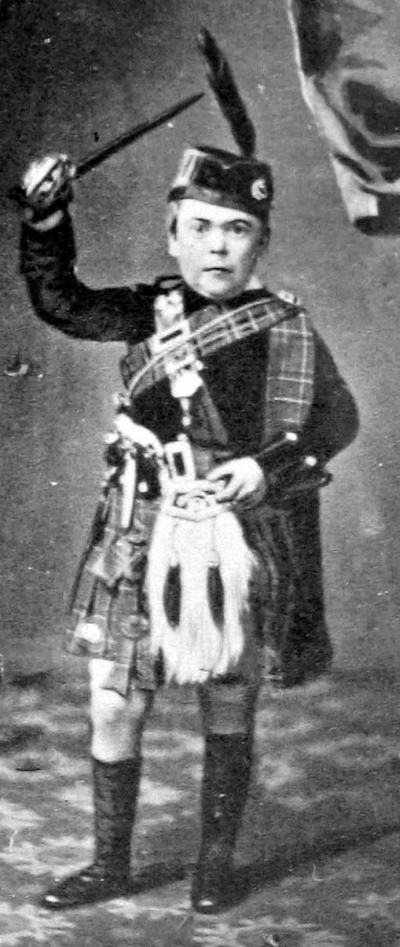
Генерал Том-Там
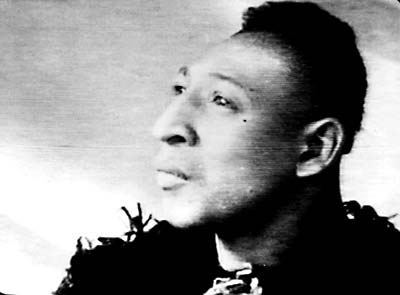
Zip the Pinhead[англ.]
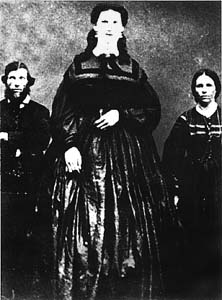
Анна Бейтс
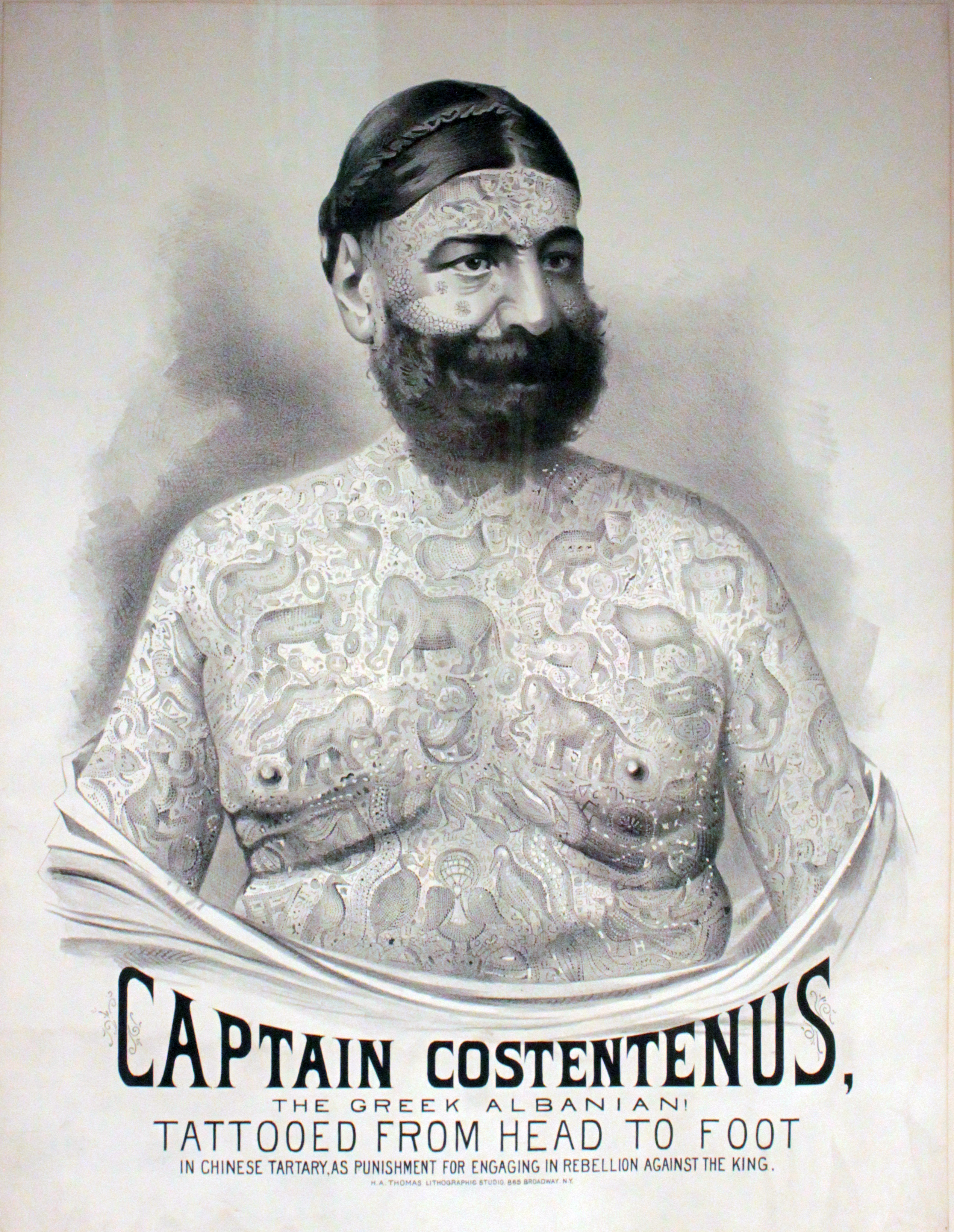
Капитан Джордж Костентенус[англ.]

### Том Норман
Основная статья: Норман, Том

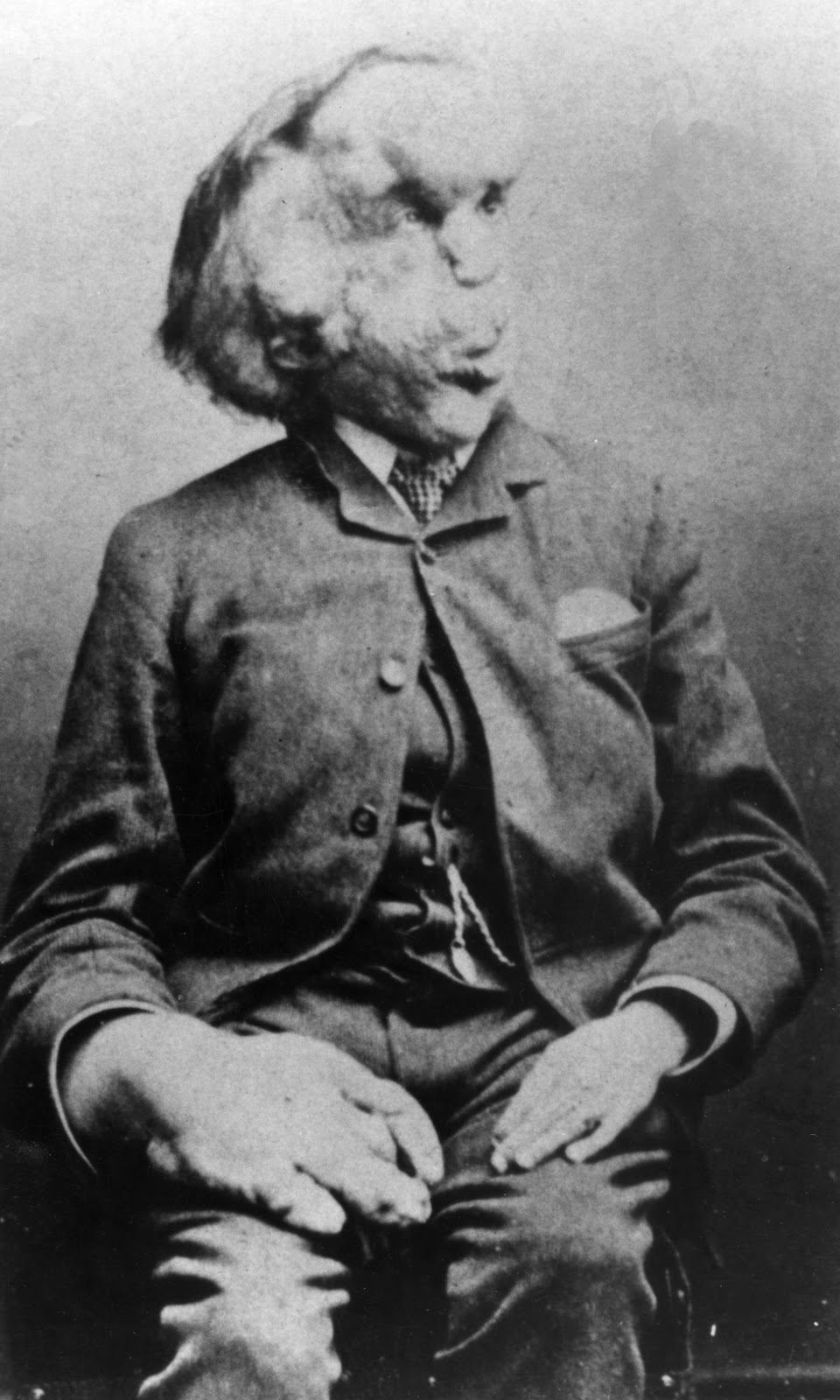
Джозеф Меррик

Английским коллегой и последователем Барнума был Том Норман (1860—1930), известный викторианский шоумен, чьи передвижные шоу показывали «женщину-скелет», «младенца с головой — воздушным шаром» и женщину, которая откусывала головы живым крысам (подобные номера́ более характерны для так называемых «гик-шоу»). Среди других его актёров были очень толстые дамы, великаны, карлики и отставные белые моряки, выкрашенные в чёрный цвет и говорящие на придуманном языке, которых Норман представлял «дикими зулусами». Одним из его номеров была «семья лилипутов», которая на самом деле состояла из двух мужчин и одолженного ребёнка.
Самым известным актёром Нормана был «человек-слон» Джозеф Меррик, которого шоумен «нашёл» в 1884 году. Норман выставил его в своём магазине на Уайтчепел-роуд, дом 123, который находился прямо напротив Королевской лондонской больницы. Поэтому в лавку часто захаживали врачи и интерны, и одним из них был молодой хирург Фредерик Тривз. Он настоял на том, чтобы положить Меррика для обследования в эту больницу; в дальнейшем врач подружился с этим «уродцем» и написал о нём книгу; благодаря стараниям Тривза «человек-слон» прожил в главной больнице Великобритании до самой своей смерти в 1890 году. В своей книге The Elephant Man and Other Reminiscences (1923) Тривз описал Нормана как пьяницу, который жестоко эксплуатировал Меррика. Сам Норман эти утверждения категорически отвергал, утверждая, что всегда давал «человеку-слону» (и другим своим актёрам-уродцам) возможность зарабатывать на жизнь и оставаться независимым.

### «Дешёвые музеи»
Во второй половине XIX века в США получили распространение так называемые «дешёвые музеи» (англ. Dime museum; дословно — «Десятицентовый музей») — своеобразные центры развлечений и нравственного воспитания для рабочего класса (низших слоев общества). За небольшую плату посетители могли полюбоваться на диорамы, панорамы, георамы, косморамы, картины, реликвии, уродцев, чучела животных, восковые фигуры и театральные представления.
Лектор-церемониймейстер, называемый «Профессор», направлял посетителей из зала в зал, описывая выставленных уродов. Он должен был обладать харизмой и убедительностью в дополнение к громкому голосу. Его речь обычно была стилизована под традиционную искажённую болтовню карнавальных зазывал, наполненную классическими и библейскими предложениями. Зрителям предоставляли медицинские свидетельства, составленные и подписанные «врачами», «психологами» и другими «экспертами», чтобы они полностью поверили увиденному.
К концу XIX века «дешёвые музеи» стали резко терять свою популярность. Теперь небогатые зрители могли полюбоваться на уродцев в цирках, на ярмарках и карнавалах, в городских парах развлечений.

### Историческая хронология
1630-е
Лазарь и Джоаннес Баптиста Коллоредо совершают турне по Европе.
1704—1718
Пётр I собирает различные странности и уродства, в том числе и человеческие, ныне они размещены в музее, называемом Кунсткамера — первый музей России.
1738
Выставка существа, которое «было вывезено из зверинца в Гвинее; это самка ростом около четырёх футов [122 см], во всём похожая на женщину, за исключением головы, которая напоминает обезьянью».
1740
Племянница Петра I Анна Иоанновна приказала группе цирковых уродцев сопроводить своего придворного шута Михаила Голицына и его невесту Авдотью Буженинову в Ледяной дом, где пара шутов сочеталась браком.
1810—1815
Саарти Бартман («Готтентотская Венера») представлена в шоу уродцев по всей Европе.
1829—1870
Сиамские близнецы Чанг и Энг Банкеры начали свои выступления в 1829 году. В 1870 году их карьера была окончена, так как у Чанга случился инсульт.
1842—1883
Генерал Том-Там начал своё выступление в возрасте четырёх лет. Выступал в шоу уродцев до самой своей смерти в 1883 году.
1849—1867
Брат и сестра Максимо и Бартола, выдающие себя за «Последних древних ацтеков Мексики», начали свои выступления в 1849 году. Их карьера окончилась в 1867 году после того как они поженились друг на друге.
1860—1905
В 1860 году начали свои выступления умственно неполноценные братья Хирам и Барни Дэвис, представляемые как «Дикари с Борнео». Их карьера окончилась в 1905 году после смерти Хирама.
1884
Том Норман представил в своём шоу уродцев на Ист-Энде «человека-слона» Джозефа Меррика.
1912—1935
Сиамские близнецы Дейзи и Виолетта Хилтон начали свои выступления в возрасте четырёх лет. Были очень популярны в 1920-х — 1930-х годах, исполняя танцевальные номера и играя на музыкальных инструментах. Прекратили выступать в 1935 году из-за финансовых проблем.
1932
12 февраля состоялась премьера фильма «Уродцы». Участие в главных ролях в ленте настоящих уродов вызвало сильный общественный резонанс, и картина была предана забвению до своего «второго рождения» на Каннском кинофестивале 1962 года.

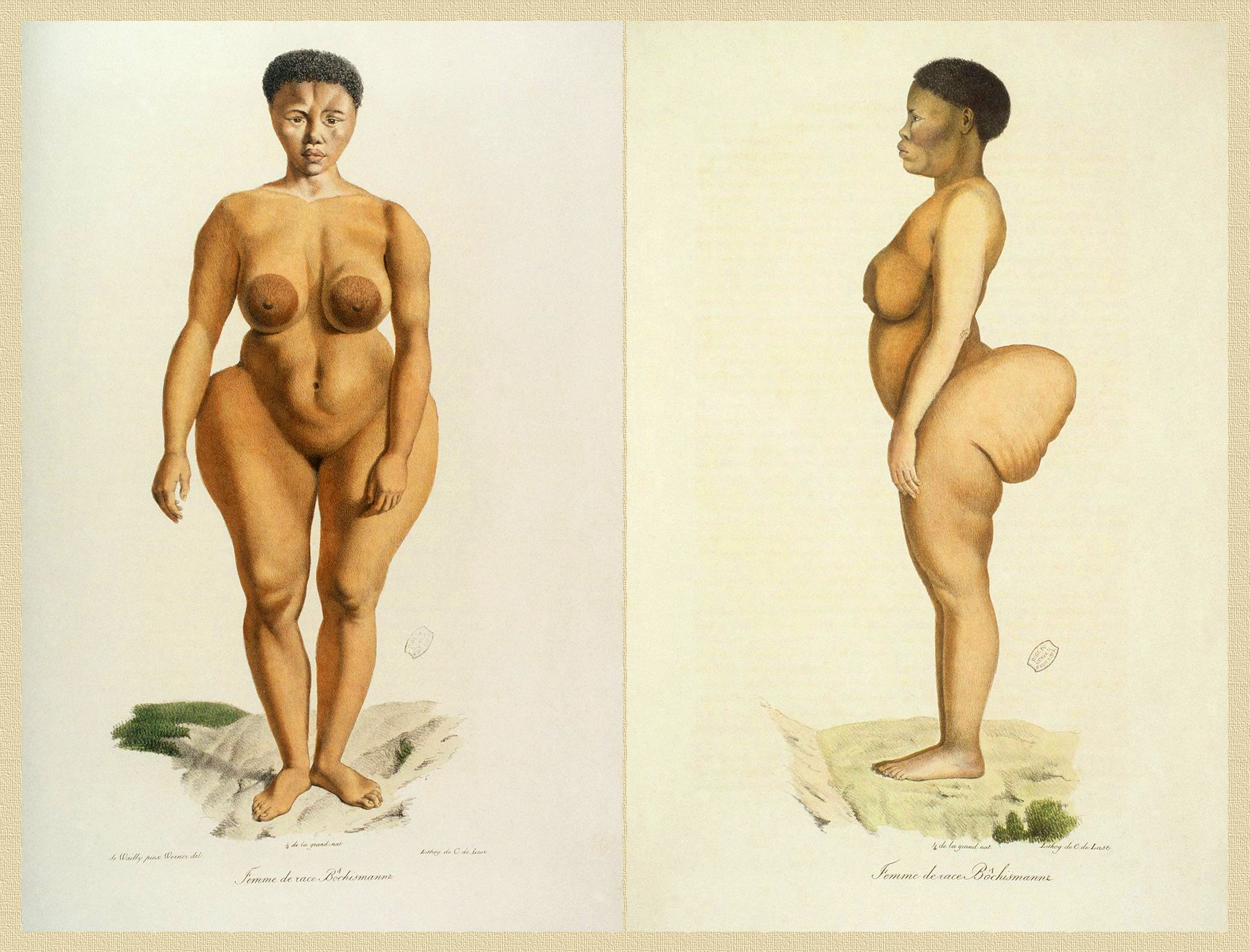
Саарти Бартман
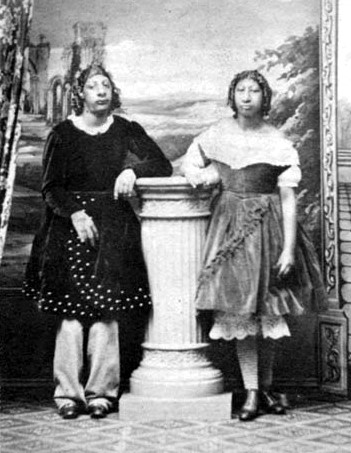
Максимо и Бартола[англ.]
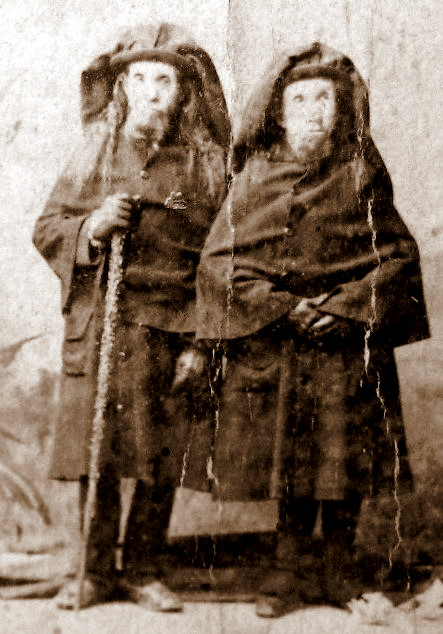
«Дикари с Борнео[англ.]»
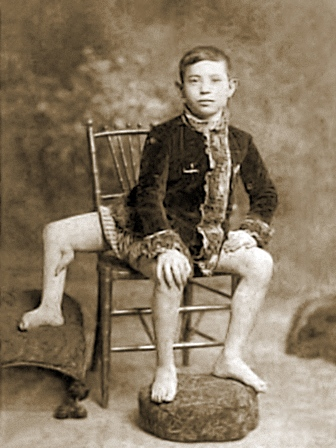
Франческо Лентини
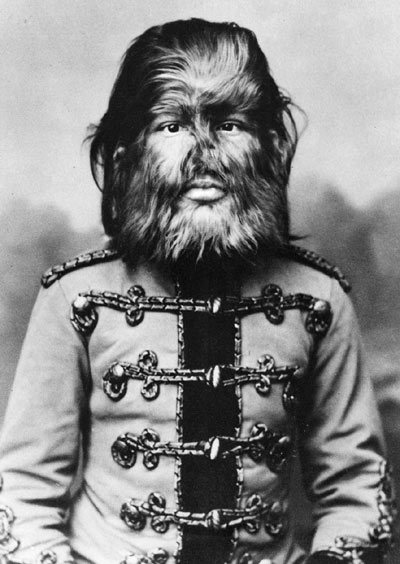
Фёдор Евтихиев
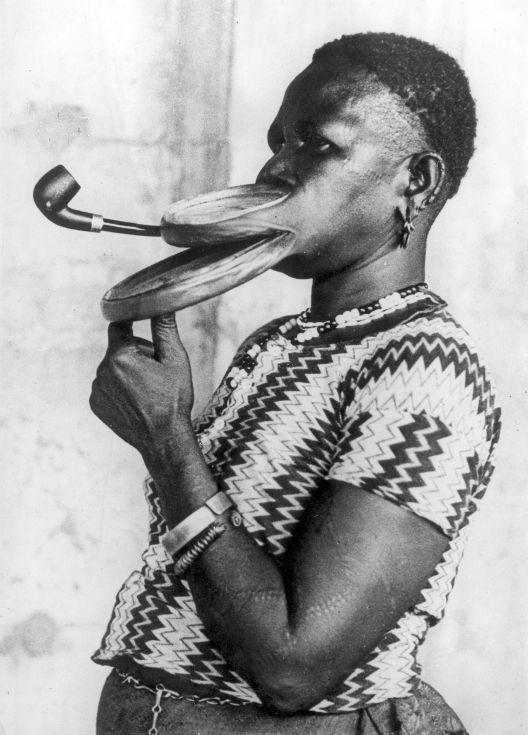
Мадам Густика из «племени пластиногубчатых» курит трубку с удлинённым мундштуком. Нью-Йорк, 1930 год.

## Цирк
Известно, что с начала 1800-х годов экстремально уродливые люди-одиночки начали добровольно присоединяться к бродячим циркам, но их шоу не были организованы ни во что похожее на сайдшоу до середины XIX века. К 1870-м годам в большинстве цирков США «шоу уродов» стало обыденной составляющей представления. К 1890-м годам популярность шоу уродцев в США заметно увеличилась, и большинство таких шоу проходили в крупных цирках с участием двенадцати-пятнадцати «актёров», плюс специальный музыкальный оркестр. Эти оркестры (музыкальные группы) состояли из чернокожих и «чернокожих» музыкантов, подтанцовки в «гавайском стиле». Эти артисты использовались для привлечения толпы и создания праздничной атмосферы внутри циркового шатра.
К 1920-м годам цирк как основной вид развлечения пришёл в упадок из-за конкуренции со стороны парков развлечений, кинотеатров и бурлеск-шоу, а также из-за расцвета радио. Великая депрессия 1930-х годов также сильно сократила количество зрителей цирка.

## Инвалидность
Шоу уродов рассматривались как нормальная часть американской культуры в конце XIX — начале XX веков. Это было вполне обычное развлечение для среднего класса, эти шоу были весьма прибыльны для шоуменов, которые использовали инвалидность артистов для получения прибыли.
Однако к концу XIX века в цивилизованном мире начало меняться отношение к инвалидам. Таинственные аномалии человеческого тела научно объяснялись как генетические мутации или болезни, поэтому постепенно уроды становились объектами сочувствия, а не страха или презрения. В США начали приниматься законы, ограничивающие шоу уродцев. Например, в 1931 году в Мичигане был принят закон, запрещающий «демонстрацию [любого] деформированного человеческого существа или человеческого уродства, за исключением случаев, когда она используется в научных целях». Развитие кинематографа также повлияло на упадок «шоу уродцев»: теперь люди могли «насладиться» зрелищем физически неполноценных людей в обычном кинотеатре, без посещения «живых» шоу.
В середине XX века начало активно набирать обороты Движение за права инвалидов.
В эпоху, когда не существовало социального обеспечения и трудовой компенсации работникам, люди с тяжёлыми формами инвалидности часто обнаруживали, что выставлять себя напоказ было их единственной возможностью заработать на жизнь. Несмотря на нынешние представления о неправильности эксплуатации людей с ограниченными возможностями, в XIX веке участие в организованном шоу уродов было относительно респектабельным способом заработать на жизнь. Многим артистам шоу уродов повезло и они были достаточно одарены, чтобы неплохо зарабатывать, некоторые из них стали знаменитостями, получали высокое жалование (некоторые — до 500 долларов в неделю, что в то время было огромной суммой) и зарабатывали гораздо больше, чем обычные акробаты и актёры.

## Современные фрик-шоу
Человек с пороком эктродактилия, взявший себе псевдоним Чёрный Скорпион (род. 1979), стал довольно известным артистом.
С развитием науки и технологии для состоятельных людей стала доступна такая услуга как «модификация тела». Сделав сложные яркие операции, свои фрик-шоу публике начали представлять такие искусственно изменённые люди как, например, The Enigma (род. в начале 1970-х).
В Великобритании транслируются телесериалы, посвящённые людям с явными физическими уродствами: Extraordinary People (2003 — н. в.), Body Shock (2003—2014). Чтобы соответствовать современным культурным требованиям и ожиданиям зрителей в отношении повествований об инвалидности, субъекты этих сериалов обычно изображаются своеобразными героями, а основное внимание уделяется их семье и друзьям, и тому, как они помогают этим инвалидам преодолеть свои трудности и физические недостатки.

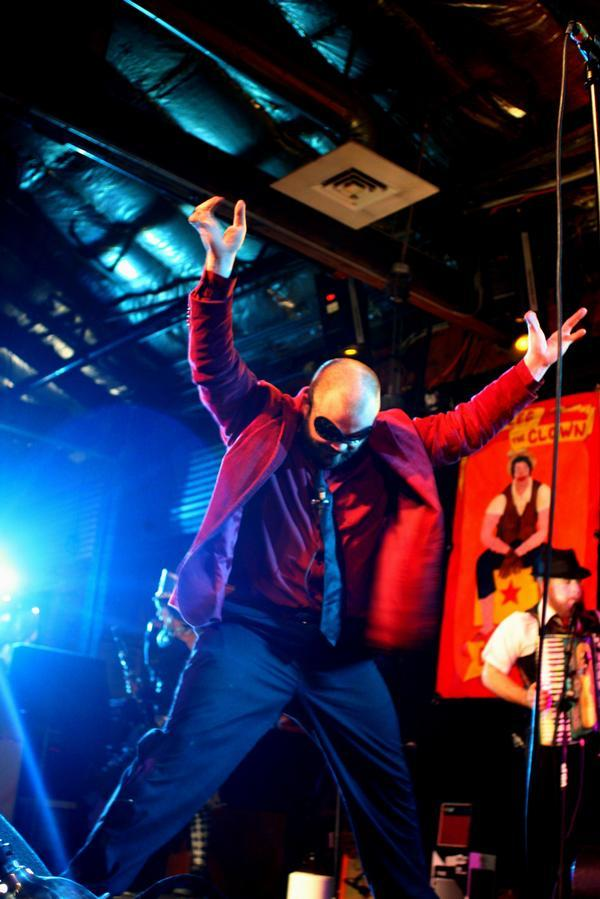
Выступление Чёрного Скорпиона, 2007 год.
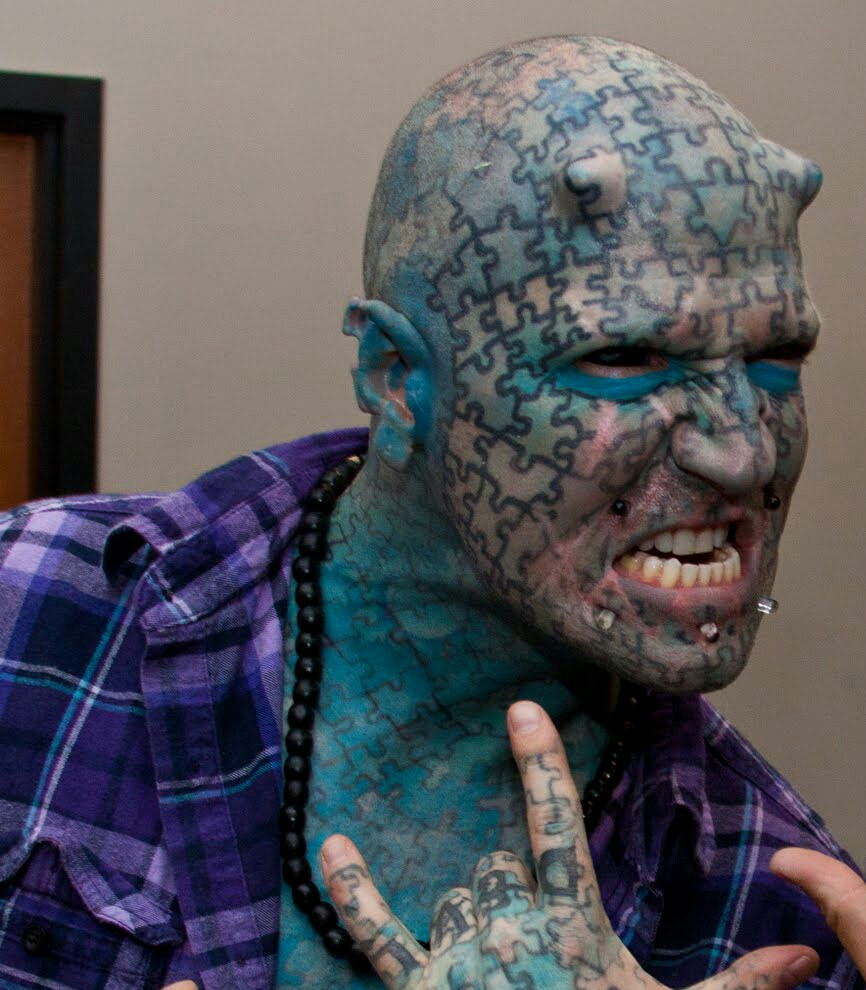
The Enigma[англ.], фото 2018 года.

## В популярной культуре
- В первой половине XX века в США был популярен литературный жанр, называемый «южная готика», в котором часто описывались «шоу уродцев»[17]. Особенно в этом плане можно выделить писателей Фланнери О’Коннор[18], Трумена Капоте, Карсон Маккаллерс (особенно её дебютное произведение «Сердце — одинокий охотник[англ.]», 1940).
- В 1932 году состоялась премьера художественного фильма «Уродцы» (США).
- В 1997 году на Бродвее состоялась премьера мюзикла «Сайдшоу[англ.]», представляющего жизнь сиамских близнецов Дейзи и Виолетты Хилтон[19].
- В 2014—2015 годах на телеэкранах состоялась премьера телесезона «Американская история ужасов: Фрик-шоу» сериала «Американская история ужасов» (2011 — н. в.)[20][21]
- Фрик-бой — поединок в спортивных единоборствах, характеризующийся значительной разницей в мастерстве, опыте и/или весе между бойцами.

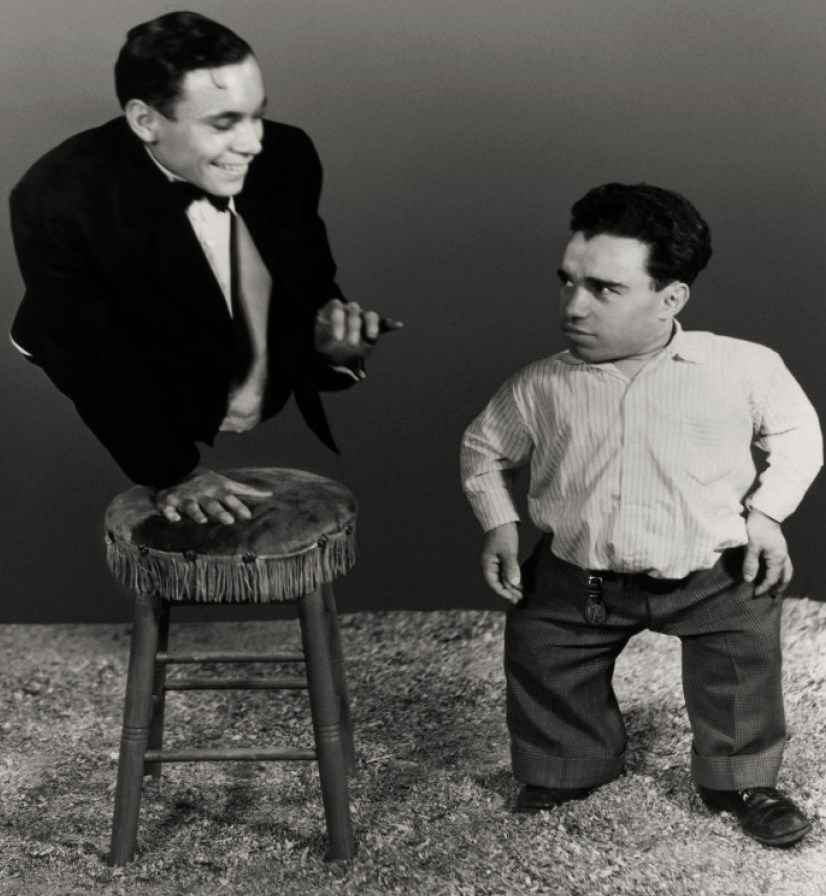
Джонни Эк, человек без ног (слева) и Анджело Росситто на съёмках фильма «Уродцы» (1932)
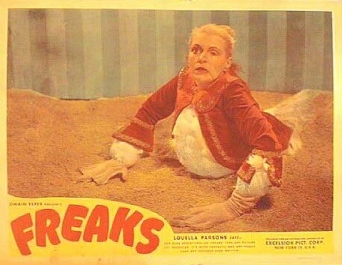
Ольга Бакланова на постере фильма «Уродцы» (1932)